# وكالة الفضاء النمساوية
وكالة الفضاء النمساوية أنشئت هذه الوكالة لتحديث الاستكشافات الفضائية النمساوية. أنشئت الوكالة عام 1972 في فيينا وبعد ذلك. وفي 1987، انضمت النمسا إلى وكالة الفضاء الأوروبية.

## وصلات خارجية
- Website